# Tribunal (stacja metra)
Tribunal – stacja metra w Madrycie, na linii 1 i 10. Znajduje się w dzielnicy Centro, w Madrycie i zlokalizowana jest pomiędzy stacjami Bilbao a Gran Vía (linia 1) oraz Alonso Martínez i Plaza de España (linia 10). Została otwarta 17 października 1919.